# Dicranum laeve
Dicranum laeve là một loài rêu trong họ Dicranaceae. Loài này được Taylor Müll. Hal. mô tả khoa học đầu tiên năm 1848.